# Leonardo Lusanna
Leonardo Lusanna (Palermo, 24 gennaio 1908 – Firenze, 5 gennaio 1973) è stato un architetto italiano.

## Biografia
Frequenta la Regia Scuola Superiore di Architettura di Firenze, dove è allievo di Raffaello Brizzi. Fa parte del Gruppo Toscano, con il quale vince il concorso per il nuovo fabbricato viaggiatori della Stazione di Firenze Santa Maria Novella (1932-35). Insegna Elementi Costruttivi e Scienza delle Costruzioni presso la Facoltà di Architettura di Firenze.

## Regesto delle opere
- Edificio d'abitazione, Firenze, via Paisiello 190, 1934
- Villino Romoli, Firenze 1934